# 반차오 댐
반차오 댐(중국어: 板桥水库)은 중화인민공화국 허난성에 있는 댐이다.

## 붕괴 사고
1975년 태풍 니나은 반차오 댐에 2000년에 한번 내릴 비인 1,631mm의 비를 내렸다. 이 태풍으로 인해 총 62개의 댐이 붕괴되어 1881년의 하이퐁 태풍 다음으로 가장 많은 22만 9,000명의 사망자를 냈다.

## 참고 문헌
- “Typhoon Nina–Banqiao dam failure” (영어). 2021년 8월 9일에 확인함.